# Contra la corriente (álbum de Tronic)
Contra la corriente es el quinto álbum lanzado por Tronic, las fechas del lanzamiento oficial serían 6 y 7 de marzo de 2010, pero debido al terremoto que azotó a Chile, tuvo que posponerse para el 8 y 9 de mayo. Este álbum contiene 20 temas y tiene una duración aproximada de 1 hora.
El primer adelanto de este álbum fue "Cuatro Aces" que la banda puso disponible vía correo electrónico.
La segunda canción que se conoció fue "Abracadabra" gracias a una presentación que dieron en un programa de Tv.
La tercera canción conocida fue "La ruta 5-6" que la banda publicó por medio del myspace oficial de la banda al lado de las dos canciones que se habían publicado hasta el momento.
Su cuarto adelanto fue "Sexo y Rock & Roll" vía myspace y del mismo modo lanzaron el quinto que fue "Brad Boys".
Al show de lanzamiento se le agregó el cumpleaños número 7 de Tronic y el estreno del video del primer sencillo del álbum que es "Abracadabra".

## Curiosidades
- La banda grabó un vídeo en el cual muestran la grabación de este CD, además, en este se muestra a la banda bromeando y dando nombres de las canciones que contiene el CD, en él se puede apreciar el intro de la canción "Cuatro Aces" junto a otras que son "Abracadabra","Brad Boys" y "La ruta 5-6"

## Lista de canciones
| N.º | Título               | Duración |  |
| 1.  | «Tripi»              | 0:17     |  |
| 2.  | «Abracadabra»        | 3:05     |  |
| 3.  | «Brad Boys»          | 2:37     |  |
| 4.  | «Cuatro Aces»        | 3:11     |  |
| 5.  | «Sexo y Rock&Roll»   | 3:27     |  |
| 6.  | «El Bueno y El Malo» | 3:11     |  |
| 7.  | «Peligro»            | 2:58     |  |
| 8.  | «Pica-Pica»          | 2:51     |  |
| 9.  | «Reino Animal»       | 2:45     |  |
| 10. | «Desterrados»        | 3:41     |  |
| 11. | «Cuchibarbie»        | 3:30     |  |
| 12. | «Alexander»          | 3:12     |  |
| 13. | «Flash»              | 2:39     |  |
| 14. | «Cibernautas»        | 2:55     |  |
| 15. | «La Tecnología»      | 3:00     |  |
| 16. | «La Ruta 5-6»        | 3:40     |  |
| 17. | «Madame Brunet»      | 3:26     |  |
| 18. | «Goza la Vida»       | 3:17     |  |
| 19. | «Ideas Perversas»    | 3:12     |  |
| 20. | «Causa y Efecto»     | 3:13     |  |

- Datos: Q5785100